# Mammillaria dixanthocentron
Mammillaria dixanthocentron es una especie perteneciente a la familia Cactaceae. Es endémico de Oaxaca, Puebla, México. Su hábitat natural son los áridos desiertos.

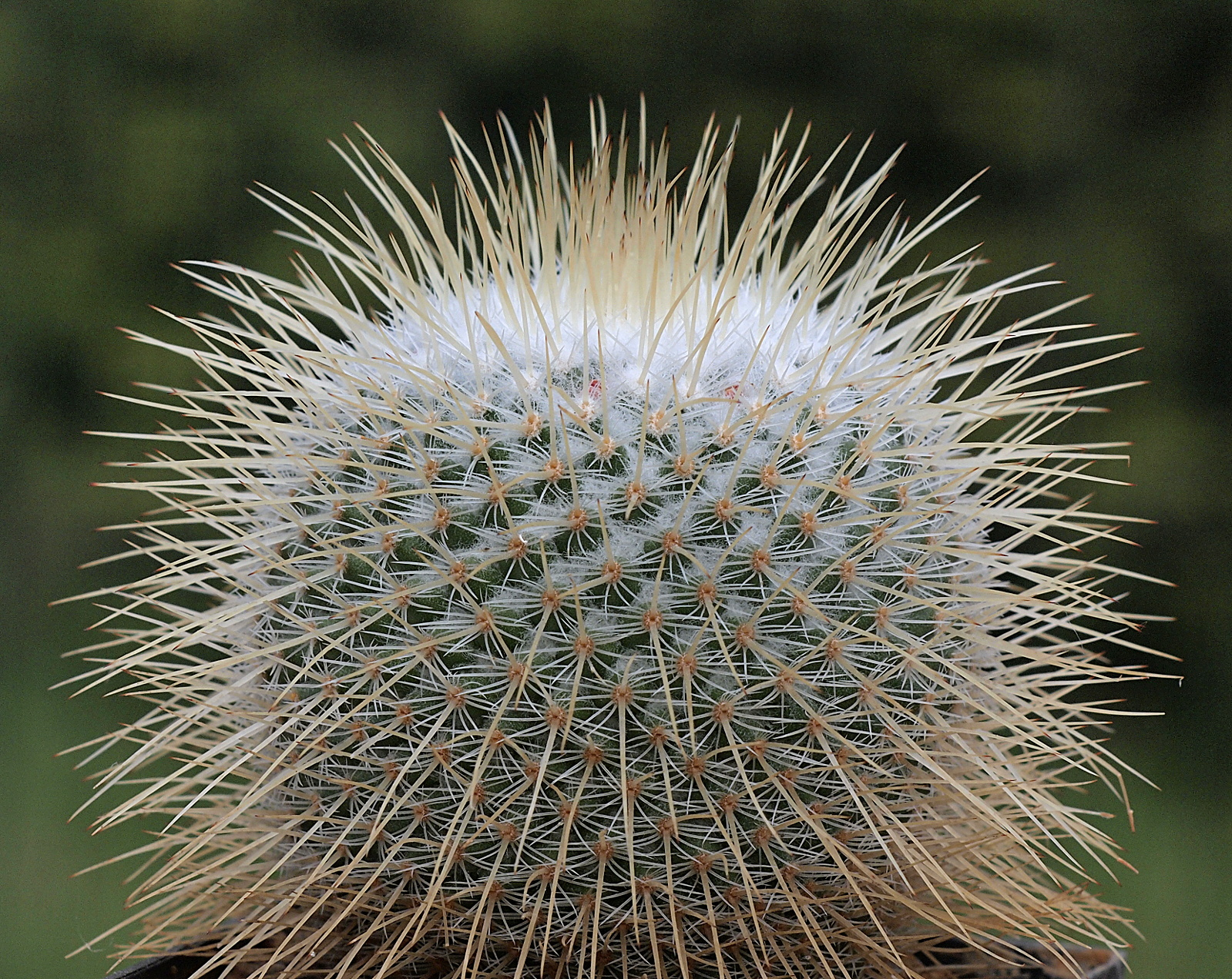
Vista de la planta

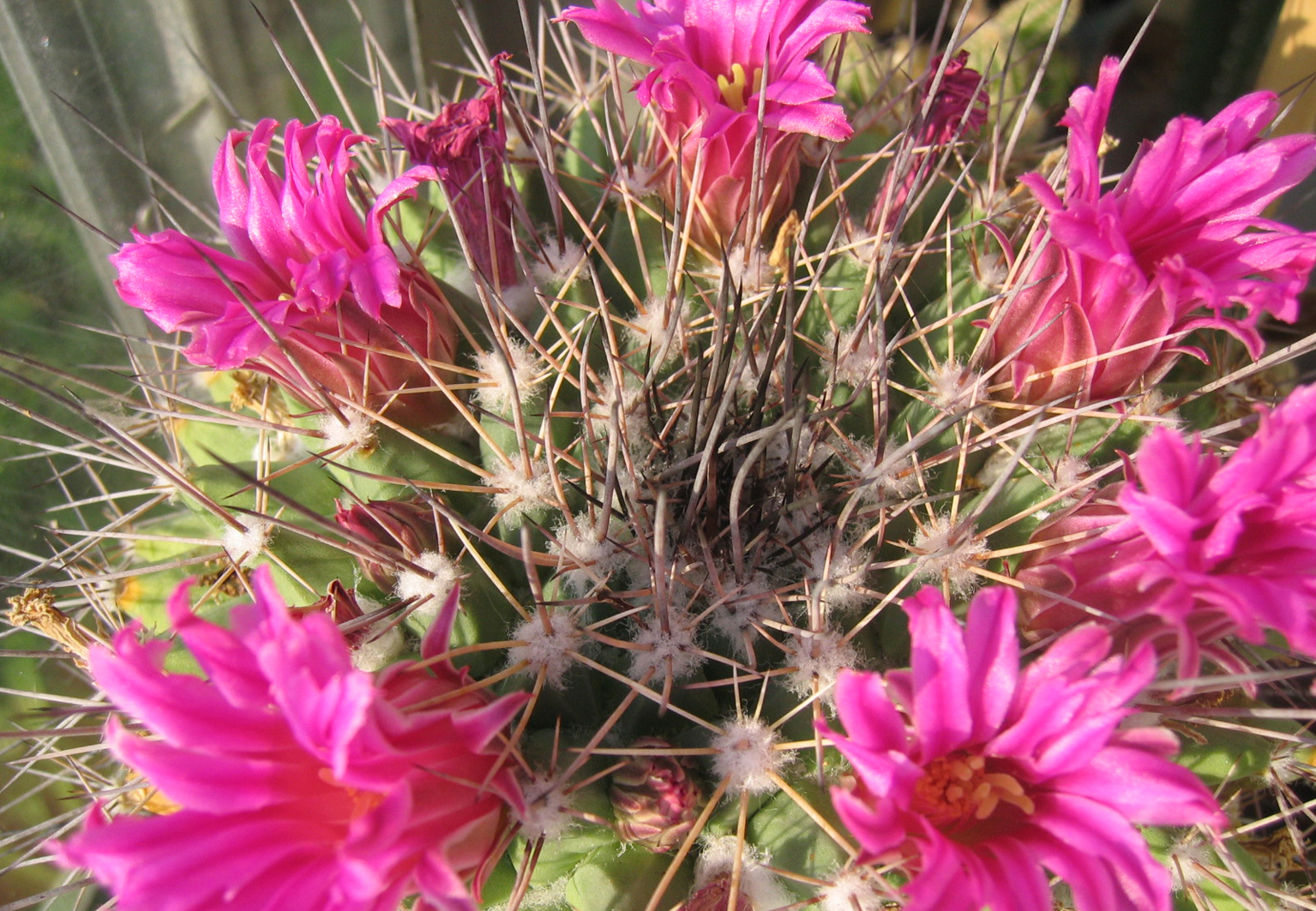
Flores

## Descripción
Es una planta perenne carnosa y globosa. Mammillaria dixanthocentron tiene un cuerpo corto y cilíndrico con una altura de hasta 30 centímetros (a menudo hasta 20 centímetros) y un diámetro de 8 centímetros.  Las areolas se cubren con lana delicada. Las 19-20 espinas radiales son muy finas, blancas, y de alrededor de 2 a 4 milímetros de largo. Las 2 a 4  espinas centrales son a veces blancas, amarillo o marrón a rojo oscuro con manchas más oscuras. Mientras que las espinas centrales frescas tienen inicialmente sólo 5 milímetros de largo, en la parte inferior alcanza los 15 milímetros. Las flores son relativamente pequeñas, con unos 15 milímetros de tamaño, de color rojo brillante a morado con bordes de color rosa. Las frutas son también de forma cilíndrica,  de color naranja amarillo. Las semillas son de color marrón.

## Taxonomía
Mammillaria dixanthocentron fue descrita por Curt Backeberg y publicado en Descriptiones Cactacearum Novarum 3: 8, en el año 1963.
Etimología
Mammillaria: nombre genérico que fue descrita por vez primera por Carolus Linnaeus como Cactus mammillaris en 1753, nombre derivado del latín mammilla = tubérculo, en alusión a los tubérculos que son una de las características del género.
dixanthocentron: epíteto derivado de las palabras griegas di = dos; xanthos = amarillo, y kentron = centro. Por las dos espinas centrales de color amarillo.